# The Big O
The Big O, studioalbum av Roy Orbison, utgivet 1970 på skivbolaget MGM Records. Albumet är producerat av Ron Randall utom sista låten "Penny Arcade" som är producerad av Wesley Rose.
"Penny Arcade" låg dessutom etta på singellistan i Australien.

## Låtlista[1]
Singelplacering i England=UK.
1. "Break My Mind" (John D. Loudermilk)
2. "Help Me Rhonda" (Brian Wilson/Mike Love)
3. "Only You" (Buck Ram/Ande Rand)
4. "Down The Line" (Roy Orbison)
5. "Money" (Berry Gordy jr./Janie Bradford)
6. "When I Stop Dreaming" (Ira Louvni/Charlie Louvin)
7. "Loving Touch" (Terry Widlake)
8. "Land Of 1000 Dances" (Chris Kenner)
9. "Scarlet Ribbons" (Jack Segal/Evelyn Danzig)
10. "She Won't Hang Her Love Out (On The Line)" (Bill Dees/Mark Mathis)
11. "Casting My Spell" (Alvin Johnson/Edwin Johnson)
12. "Penny Arcade" (Sammy King) (UK #27)